# Teatro Stabile Sloveno
Lo Slovensko Stalno Gledališče - Teatro Stabile Sloveno è l'unico teatro stabile pubblico italiano di lingua non italiana, ed è l’ente culturale di maggior rilievo della minoranza slovena in Italia.
L'attuale denominazione deriva dal Decreto del Ministero per il Turismo e lo Spettacolo che nel 1977 lo riconobbe quale settimo teatro stabile in Italia.

## Storia
La sua storia affonda nel 1902, con la fondazione del Dramatično drušvo - Trst (Associazione teatrale - Trieste), la cui assemblea generale nel 1907 prende la decisione di istituire un "teatro stabile sloveno su basi artistiche" e che trova sede nel Narodni Dom di Trieste.
Il 13 luglio 1920 il Narodni Dom di Trieste è dato alle fiamme dagli squadristi fascisti, e il teatro si ritrova senza sede. Continua l'attività in altre sale, osteggiato dal fascismo, fino al 1927, quando tutte le associazioni non italiane vengono sciolte d'autorità.
Il teatro continua l'attività in clandestinità, e si ricostituisce - di fatto primo teatro stabile d'Italia - nel 1945.
Dal 1945 al riconoscimento quale teatro stabile pubblico del 1977, anche l'assetto organizzativo segue le vicissitudini della città, in un'atmosfera politica e nazionale incandescente.
Il teatro serve il pubblico della minoranza slovena delle provincie di Trieste, Gorizia e Udine, nonché quello della vicina Slovenia. Dal 2000 gli spettacoli sono sovratitolati in lingua italiana, per la loro completa fruizione del pubblico italiano.
Nel 2004 il presidente Janez Drnovšek conferì al Teatro Stabile Sloveno la medaglia d'oro dell'Ordine della libertà della Repubblica di Slovenia, la massima fra le onorificenze slovene.